# Скрухэм, Джеймс
Джеймс Грейвз Скрухэм (англ. James Graves Scrugham; 19 января 1880 — 23 июня 1945) — американский политик, сенатор, член Палаты представителей, 14 -й губернатор Невады.

## Биография
Джеймс Скрухэм родился в Лексингтоне, штат Кентукки, в 1880 году. В 1906 году он окончил инженерный факультет Кентуккийского университета со степенью магистра в области машиностроения. С 1903 по 1914 год Скрухэм преподавал в инженерном колледже Университета Невады в Рино, а с 1914 по 1917 год был деканом колледжа.
В 1917 году, во время Первой мировой войны, Скрухэм был зачислен в армию США в звании майора, а в 1918 году был повышен в звании до подполковника.
Скрухэм пришёл в политику в 1917 году, став инженером Невады. Он занимал эту должность на протяжении шести лет. В 1919—1923 годах Скрухэм также был членом комиссии по вопросам обслуживания населения штата.
В ноябре 1922 года Скрухэм был избран губернатором Невады. Во время его пребывания в должности был одобрен законопроект о пенсиях по старости, развита система парков штата, а также открыт первый аэропорт в Лас-Вегасе. После неудачной попытки переизбраться на второй срок, Скрухэм в 1927 году служил специальным советником министра внутренних дел по проектам развития реки Колорадо, а в 1927—1932 годах был редактором и издателем журнала Nevada State Journal.
В 1933—1942 годах Скрухэм был членом Палаты представителей, а в 1942—1945 годах — сенатором США.
Скрухэм умер 2 июня 1945 года, и был похоронен на кладбище Маунтин-Вью в Рино, штат Невада.
Скрухэм был женат на Джулии Макканн. У них было двое сыновей: Джордж Томас Скрухэм (1906—1907) и Джеймс Грейвз Скрухэм (1909—1996).
В честь Скрухэма было названо одно из зданий университета Невады, The James G. Scrugham Engineering & Mines Building, открытое в 1963 году.